# Eurailpool

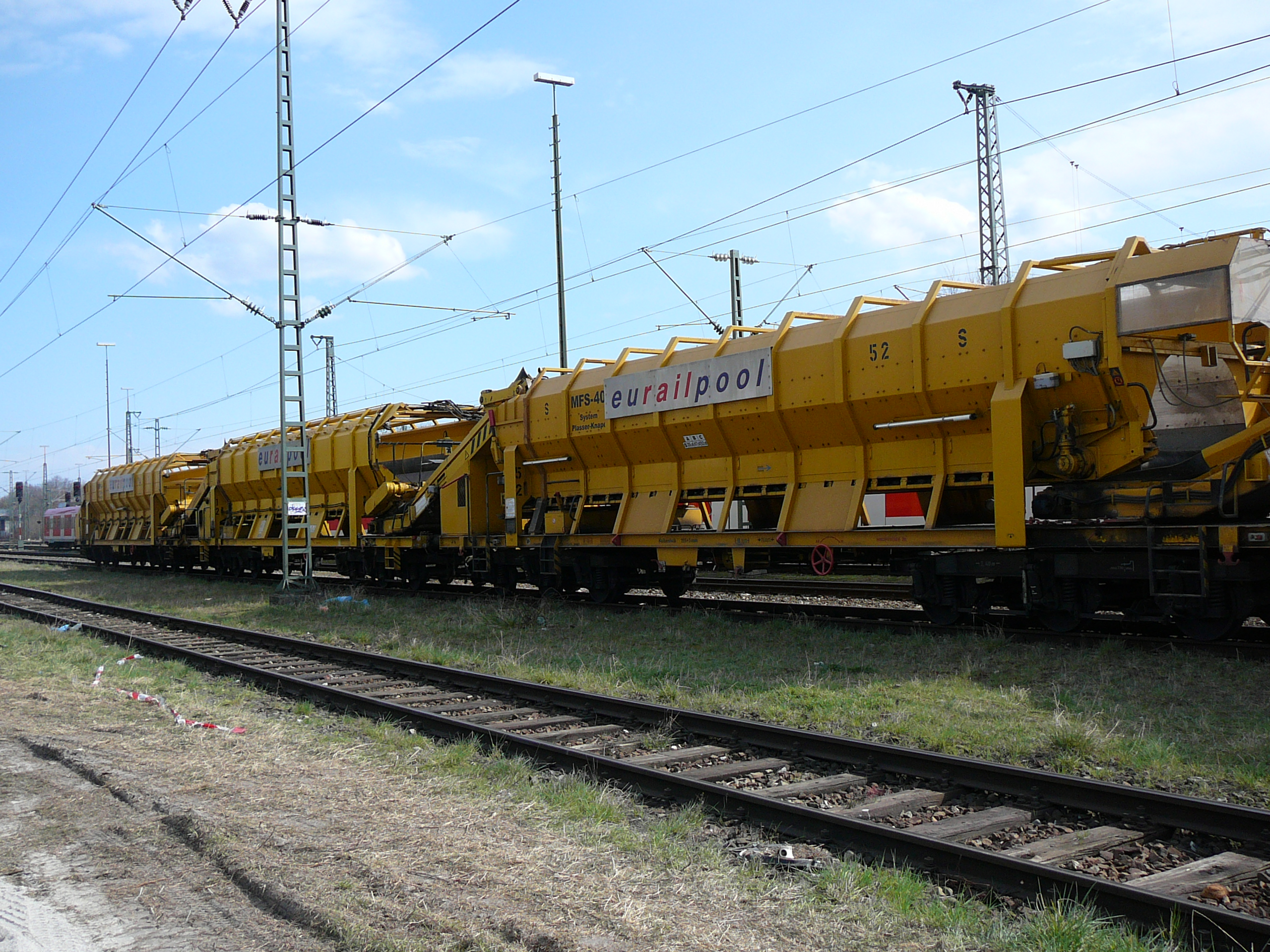
3 MFS-40-Waggons von eurailpool

eurailpool ist ein deutsch-österreichisches Gemeinschaftsunternehmen, in welchem das deutsche Unternehmen GSG Knape Gleissanierung GmbH und die österreichische Swietelsky ihre Aktivitäten im Bereich der Untergrundsanierung von Bahnstrecken gebündelt haben.
Das Unternehmen wurde 2001 gegründet und ist ISO 9001:2000-zertifiziert. Ebenso besitzt sie eine Präqualifikation der Deutschen Bahn und der Österreichischen Bundesbahnen.
Die Ursprünge der maschinellen Untergrundsanierung liegen im Jahre 1982, als das Unternehmen Plasser & Theurer für die GSG Knape Gleissanierung GmbH mit der PM-200 die erste Untergrundsanierungsmaschine baute. Heute verfügt das Unternehmen über drei Großmaschinen mit unterschiedlichen Arbeitsweisen. Allen Maschinen ist gemeinsam, dass sie nur auf dem Gleis arbeiten, dessen Untergrund saniert werden soll, während auf dem anderen Gleis der Betrieb weiterläuft. Schienen und Schwellen werden bei einer Untergrundsanierung nicht ausgetauscht, sondern es geht dabei um die Erneuerung darunter befindlichen Bodens, der durch Umwelteinflüsse oftmals in seiner Tragfähigkeit eingeschränkt ist und keine stabile Gleislage mehr ermöglicht. Zusätzlich wird dabei der Oberbauschotter gereinigt und teilweise ausgetauscht. Je nach Zusammenstellung und Zahl der Materialwagen können die Untergrundsanierungsmaschinen eine Länge von bis zu 400 Metern erreichen.

## PM 200-1
Die erste der drei Maschinen ist noch heute in mehreren europäischen Ländern in Betrieb. Im Arbeitsbereich wird das Gleis angehoben und eine große Aushubkette entfernt den Schotter und den Boden unter dem Schotter. Über ein System aus Förderbändern wird das Altmaterial zu den Materialförder- und Silowagen (MFS) abtransportiert. Nun wird ein Geotextil verlegt. Vom anderen Ende der Maschine wird über Kübelwagen und Portalkräne neuer Sand für die Planum-Schutzschicht (PSS-Material) herangeführt, durch die Maschine eingebaut und verdichtet. Ebenfalls über die Kübelwagen wird nun Neuschotter herangefahren und eingebaut. Zuletzt wird das Gleis wieder abgesenkt und von der integrierten Gleisstopfmaschine für eine sofortige Befahrbarkeit bis 70 km/h festgestopft. Die Arbeitsgeschwindigkeit beträgt je nach Bodenverhältnissen zwischen 50 und 100 Metern pro Stunde. Durch neue Module, die in diese Maschine integriert werden können, ist es inzwischen auch möglich, den ausgebauten Schotter zu brechen und unter Zugabe von entsprechenden Kies-Sand-Gemischen direkt an Bord zu PSS-Material zu recyceln und wieder einzubauen.

## PM 200-2R
Diese Maschine ist eine Weiterentwicklung der PM 200-1. Sie verfügt über zwei Aushubketten und eine moderne Recyclingtechnologie für Bahnschotter. Auch sie hebt zunächst den Gleisrost im Arbeitsbereich an. Zunächst entfernt die Schotteraushubkette den Schotter und führt ihn einer aufwändigen Reinigungs- und Recyclinganlage zu. Der Schotter wird über verschiedene Rüttelsiebe geleitet, metallische Gegenstände werden ausgeschieden. Dann wird der Schotter gewaschen, das dafür nötige Wasser wird im bordeigenen Klärwerk gereinigt und wiederverwendet. Das ist derzeit weltweit einmalig. Der Boden unter dem Schotter wird von einer zweiten Kette ausgehoben und zu den MFS-Wagen gefördert. Ein Geotextil wird verlegt. Über Kübel- oder MFS-Wagen wird PSS-Material zugeführt und eingebaut. Der an Bord recycelte Schotter wird als Unterschotter wieder eingebaut und mit neuem Oberschotter ergänzt. Danach kann das Gleis wieder abgesenkt und festgestopft werden.

## AHM 800R
Die vor allem in Österreich arbeitende Maschine hat wie die PM 200-2R zwei Aushubketten. Sie verfolgt aber ein anderes Konzept: Die ÖBB möchte im Gegensatz zu anderen Bahnen keinen recycelten Schotter verwenden. Deshalb wird hier der Schotter gemeinsam mit dem Boden ausgebaut, gesiebt, gebrochen und mit einem neuen Kies-Sand-Gemisch zu PSS-Material verarbeitet und wieder eingebaut. Danach wird neuer Schotter eingebaut und das Gleis wieder abgesenkt und festgestopft.

## MFS-Wagen
Nach eigenen Angaben ist das Unternehmen der größte Anbieter von MFS-Systemen. Diese Materialförder- und Silowagen wurden in den 1980er-Jahren für die PM 200-1 entwickelt und lassen sich auch für andere Arbeiten im Gleisbau nutzen, zum Beispiel in Verbindung mit Maschinen zur Schotterreinigung.

## Be- und Entladeeinrichtungen
Die für den Betrieb der Untergrundsanierungsmaschinen, MFS- und Kübelwagen nötige Baustellenlogistik muss stets individuell auf die örtlichen Verhältnisse abgestimmt werden. So müssen an geeigneten Stellen Logistikplätze zur Verfügung stehen, auf denen die MFS- und Kübelwagen be- und entladen werden können, sofern die Alt- und Neumaterialien nicht über längere Strecken bewegt werden. Gelegentlich wird das Aushubmaterial auch in der Nähe der Baustelle entlang der Strecke zum Aufschütten eines Lärmschutzwalls verwendet. Für all diese Anwendungen stehen spezielle schienengebundene Be- und Entladeeinrichtungen zur Verfügung.